# 鳳山県 (日本統治時代)
鳳山県（ほうざんけん）は、日本統治時代の台湾の地方行政区分のひとつ。

## 地理
清朝統治時代の台湾の鳳山県および恆春県の領域を管轄した。現在の高雄市西部および東南部、屏東県に当たる。

## 歴史

### 沿革
- 1897年（明治30年）6月10日 - 六県三庁制の施行に伴い台南県鳳山、恆春各支庁が分立し成立[1]。
- 1898年（明治31年）6月18日 - 三県三庁制の施行に伴い廃止となり台南県に編入する。

## 行政

### 歴代県知事
- 木下周一：1897年5月27日 - 1898年5月2日
- 磯貝静蔵：1898年5月3日 - 1898年6月18日